# Catherine Beauchemin-Pinard
Catherine Beauchemin-Pinard (Montreal, 26 de junho de 1994) é uma judoca canadense, medalhista olímpica.

## Carreira
Centracchio esteve nos Jogos Olímpicos de Verão de 2020 em Tóquio, onde participou do confronto de peso meio-médio, conquistando a medalha de bronze após derrotar a venezuelana Anriquelis Barrios.